# Sesvete
Sesvete (pomnožné, tj. ty Sesvete) jsou chorvatské město, ležící asi 10 km východně od centra Záhřebu v nadmořské výšce 129 m n. m. Žije zde 59 212 obyvatel. Administrativně pod Záhřeb i spadají a představují jeho nejvýchodnější část (zabírají cca 1/4 plochy Záhřebu mimo jeho užší jádro). Jsou tedy jednou z největších místních částí chorvatské metropole. Protéká jimi říčka Sopnica.

## Poloha
Město se nachází v regionu tzv. Podhoří (chorvatsky Prigorje východně od Záhřebu. Chorvatská metropole jej obklopuje ze západu; severně od Sesvetů se nacházejí vesnice Dobrodol, Markovo Polje a Popovec, východně Sesvetski Kraljevec a město Dugo Selo, jižně potom řeka Sáva a obce Jelkovec a Sesvetska Sopnica.

## Historie

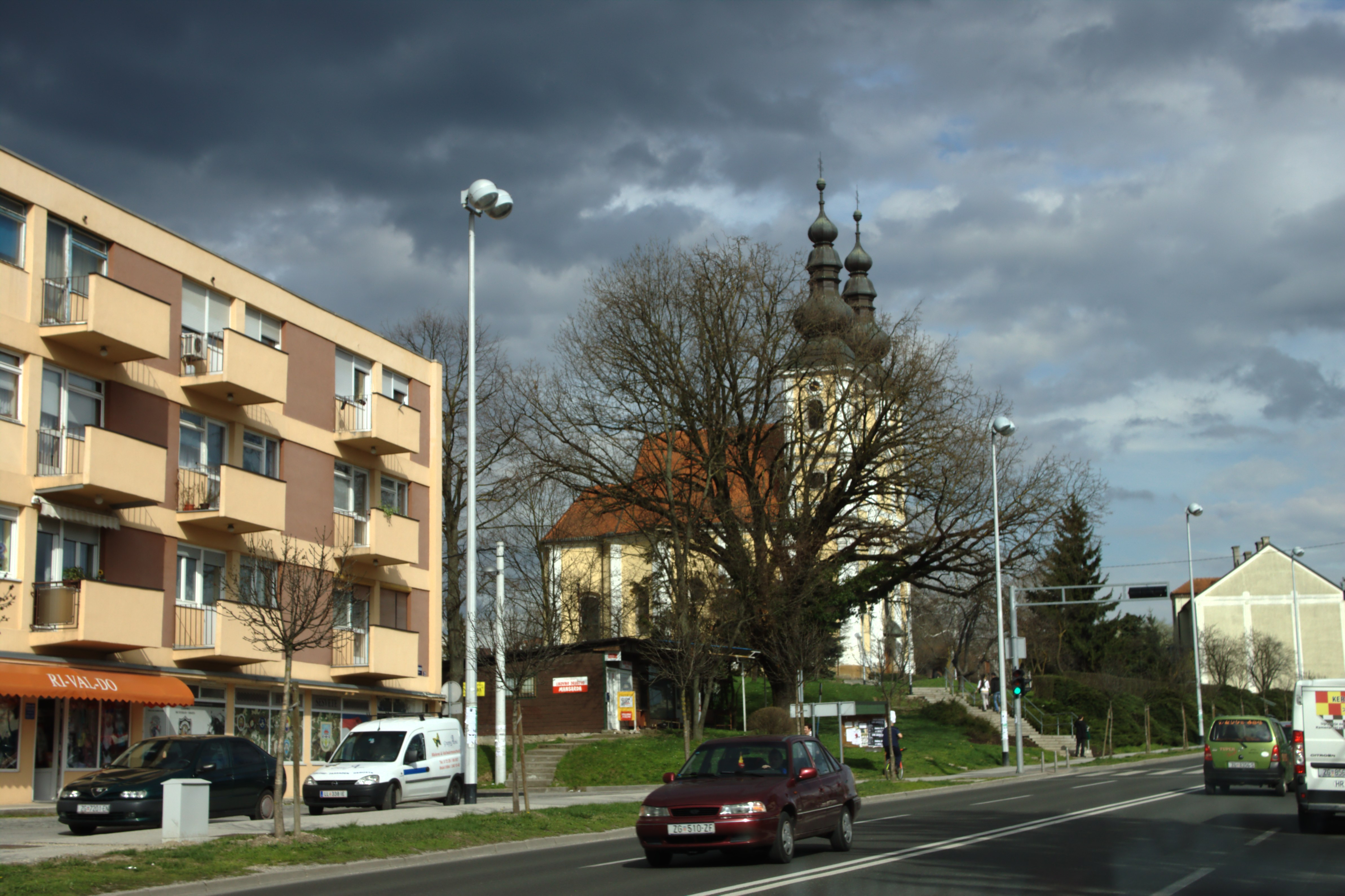
Hlavní ulice.

První písemná zmínka o Sesvetech pochází z roku 1201, obec je připomínána jako majetek záhřebského biskupa. Místní kostel Všech svatých (odtud zkomolením vzešlo jméno města) je připomínán v roce 1328. V 15. a 16. století již existují záznamy o okolních vesnicích (Adamovec, Belovar, Moravče, Jesenovec, Planina, Šašinovec, Kraljevec). Právo konat trhy udělil městu Matyáš Korvín v roce 1457. 
Rozvoj obce v období konce středověku a začátku raného novověku ohrozily výpady Turků. Proto zde byl vybudován hrad s hliněnými valy, který měl chorvatské Záhoří a dále Habsburskou monarchii chránit. Na mapách prvního vojenského mapování z konce 18. století se objevují jako malá vesnice s pomaďarštěným názvem (Szeszvete), tvořilo ji několik chalup (např. v prostoru dnešní základní školy). Severně od obce se nacházely rozsáhlé lesy. Po tehdejší pevnosti již v této době nebyly žádné pozůstatky.
Počet obyvatel se tak pohyboval okolo jedné až dvou stovek; v roce 1866 žilo v Sesvetech jen 159 lidí. Velkou změnou bylo otevření železnice (zprovozněna v roce 1870), jejíž nádraží bylo umístěno hned při samotném středu obce. V témže roce byla také modernizována místní silnice, neboť provoz na ní v té době zhoustl. 
V červenci 1879 zde byl založen podnik na zpracování masa. V téže době se velmi rychle v okolí objevily i další podniky, např. na výrobu alkoholických nápojů a další. V roce 1934 byl do Sesvetů zaveden elektrický proud. V meziválečném období sem byla ze Záhřebu vybudována moderní silnice.
Další rozvoj po druhé světové válce byl umožněn výstavbou celojugoslávské dálnice Bratrství a jednoty a později i moderní dálnice. Rostoucí metropole Záhřeb z obce učinila příměstské sídlo, které se postupem času propojilo s metropolí. Vznikly výškové budovy. V roce 1975 se stala obec součást sdružení Zagrebački prsten, které zahrnuje všechna sídla okolo chorvatské metropole.
V roce 1994 došlo v Sesvetech k výbuchu muničního skladu, který poškodil místní sportoviště.
Sesvete ve svém plánu předpokládají nárůst až na 90 tisíc obyvatel, výstavbu dalších částí města a vznik větrných elektráren. Postaven by měl být také nový Centrální park. Prudký růst počtu obyvatel v 21. století byl způsoben suburbanizací nedaleké metropole Záhřebu. Díky tomu se staly Sesvete jedním z nejrychleji rostoucích sídel v Chorvatsku.

## Obyvatelstvo
Růst počtu obyvatel je dán přímým šířením města Záhřebu především v 20. století.
| 1857  | 1869  | 1880  | 1890  | 1900  | 1910  | 1921  | 1931  | 1948  | 1953  | 1961  | 1971   | 1981   | 1991   | 2001   | 2011   |
| ----- | ----- | ----- | ----- | ----- | ----- | ----- | ----- | ----- | ----- | ----- | ------ | ------ | ------ | ------ | ------ |
| 1 047 | 1 224 | 1 345 | 1 611 | 1 863 | 1 915 | 2 102 | 2 505 | 2 898 | 3 522 | 5 815 | 15 683 | 28 340 | 35 337 | 44 914 | 54 085 |

V roce 1991 se cca 90 % obyvatel přihlásilo k chorvatské národnosti a zhruba 3 % k srbské.

## Ekonomika

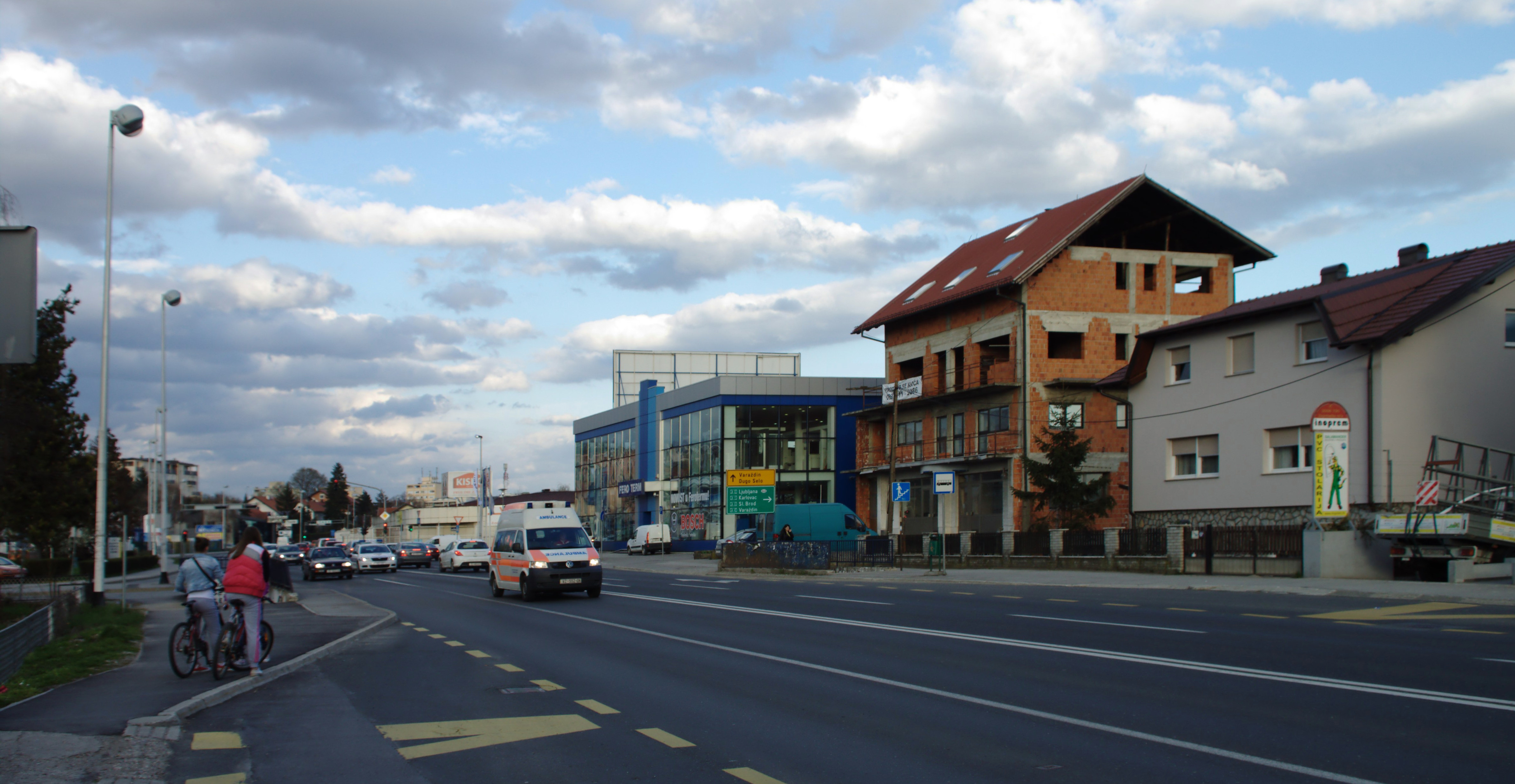
Hlavní silnice.

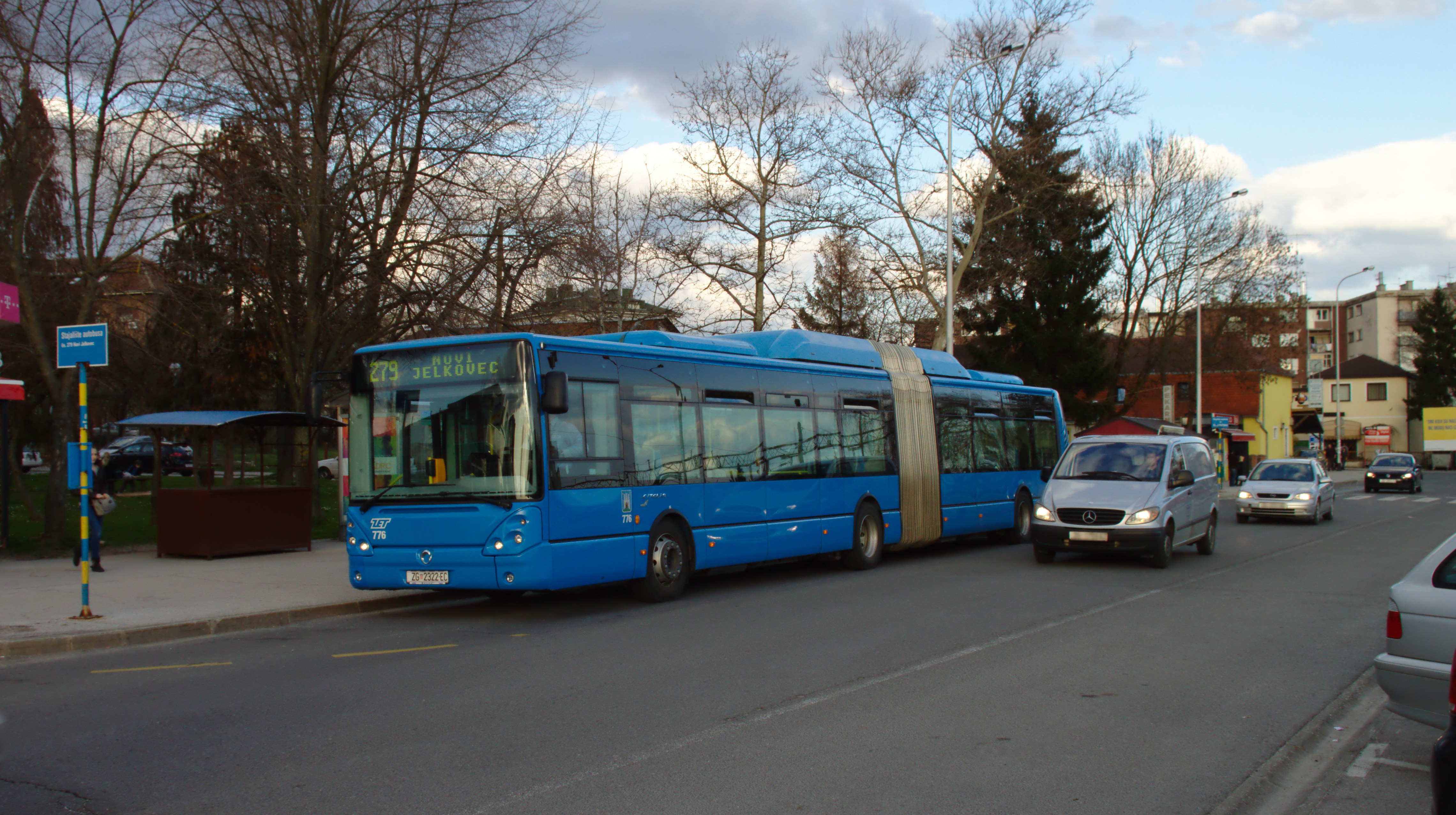
Autobus příměstské dopravy.

Hlavním zdrojem příjmů města je turistika. Navštěvovaný je barokní kostel všech svatých (chorvatsky Svih svetih) s dvěma zvonicemi. Kostel byl zbudován v letech 1766 až 1773. Navštěvovány jsou také okolní kopcea přírodní park Medvednica.
Významným zaměstnavatelem jsou také i různé podniky, které vznikly především díky blízkosti chorvatského hlavního města a také dálniční sítě.
V Sesvetech sídlí rovněž i muzeum Chorvatského podhoří (chorvatsky Muzej Prigorja), město má i svojí knihovnu.

## Administrativní dělení
Samy Sesvete se dělí ještě na 46 místních částí (chorvatsky mjesne zajednice).

## Školství
V Sesvetech se nachází jedno gymnázium, jedna střední škola a deset škol základních.

## Zdravotnictví
V centru stojí poliklinika (chorvatsky Dom zdravlja).

## Doprava
Městem prochází ve východo-západním směru železniční trať, která spojuje Záhřeb se Slavonií a se srbskou metropolí Bělehradem. Jediné nádraží v Sesvetech se nachází v samotném středu města. Z hlediska městské dopravy jsou významné jak příměstská železnice, tak autobusy.
Silničně je napojeno na dálnici A3 do Slavonského Brodu a na dálnici A4 do Budapešti, dále potom na metropoli Záhřeb prostřednictvím původní silnice Záhřeb–Sesvete–Dugo Selo.

## Známé osobnosti
- Dragutin Domjanić, právník a básník
- Igor Vori, házenkář
- Filip Hrgović, boxer
- Mateo Kovačić, fotbalista
- Luka Plantić, boxer
- Lucija Bešen, vojelbalistka
- Rudolf Barišić, historik